# Herrarnas lagtävling i värja vid olympiska sommarspelen 1996
Herrarnas lagtävling i värja i de olympiska fäktningstävlingarna 1996 i Atlanta avgjordes den 23 juli.

## Medaljörer
| Event      | Guld                                                  | Silver                                                        | Brons                                                 |
| Värja, lag | Italien Sandro Cuomo Angelo Mazzoni Maurizio Randazzo | Ryssland Aleksandr Beketov Pavel Kolobkov Valerij Zacharevitj | Frankrike Jean-Michel Henry Robert Leroux Éric Srecki |

## Laguppställningar
| Kanada - Jean-Marc Chouinard - Danek Nowosielski - James Ransom Estland - Kaido Kaaberma - Andrus Kajak - Meelis Loit Frankrike - Jean-Michel Henry - Éric Srecki - Robert Leroux Tyskland - Elmar Borrmann - Arnd Schmitt - Marius Strzalka | Ungern - Géza Imre - Iván Kovács - Krisztián Kulcsár Italien - Sandro Cuomo - Angelo Mazzoni - Maurizio Randazzo Rumänien - Aurel Bratu - Gheorghe Epurescu - Gabriel Pantelimon | Ryssland - Aleksandr Beketov - Pavel Kolobkov - Valerj Zacharevitj Sydkorea - Jang Tae-Seok - Lee Sang-Gi - Yang Noe-Seong Spanien - Oscar Fernández - César González - Raúl Maroto USA - Tamir Bloom - Jim Carpenter - Mike Marx |